# Rocky Island (ö i Irland, Munster)
Rocky Island är en ö i republiken Irland.   Den ligger i grevskapet County Cork och provinsen Munster, i den södra delen av landet, 220 km sydväst om huvudstaden Dublin. Arean är 0,59 kvadratkilometer.
Terrängen på Rocky Island är mycket platt. Öns högsta punkt är 19 meter över havet. Den sträcker sig 0,8 kilometer i nord-sydlig riktning, och 1,1 kilometer i öst-västlig riktning.